# Lakes, Cumbria
Lakes är en civil parish i Storbritannien.   Den ligger i grevskapet Cumbria och riksdelen England, i den centrala delen av landet, 400 km nordväst om huvudstaden London. Lakes ligger vid sjön Grasmere.